# Nantua
Nantua (frankoprovansalsko Nantuat) je naselje in občina v jugovzhodni francoski regiji Rona-Alpe, podprefektura departmaja Ain. Leta 1999 je naselje imelo 3.955 prebivalcev.

## Geografija
Nantua leži v pokrajini Bugey ob vzhodni obali istoimenskega jezera, 50 km vzhodno od središča departmaja Bourg-en-Bresse.

## Administracija
Nantua je sedež istoimenskega kantona, v katerega so poleg njegove vključene še občine Apremont, Brion, Charix, Géovreissiat, Lalleyriat, Maillat, Montréal-la-Cluse, Les Neyrolles, Le Poizat, Port in Saint-Martin-du-Frêne s 13.181 prebivalci. 
Kraj je prav tako sedež okrožja, kamor so vključeni še kantoni Bellegarde-sur-Valserine, Brénod, Izernore, Oyonnax-Jug/Sever in Poncin z 80.927 prebivalci.

## Zgodovina
Kraj se je oblikoval okoli benediktinskega samostana svetega Mihaela, ustanovljenega leta 671. Od leta 1907 je samostan uvrščen na seznam zgodovinskih spomenikov Francije.